# Urgleptes amplicollis
Urgleptes amplicollis là một loài bọ cánh cứng trong họ Cerambycidae.